# Неприкаянные
«Неприка́янные» (англ. The Misfits) — американский драматический фильм 1961 года в жанре современный вестерн, поставленный Джоном Хьюстоном по сценарию Артура Миллера. Главные роли исполнили Кларк Гейбл, Мэрилин Монро, Монтгомери Клифт, Телма Риттер и Илай Уоллак.
Фильм «Неприкаянные» вышел в прокат 1 февраля 1961 года под эгидой студии United Artists. Прокат фильма обернулся кассовым провалом, однако он получил признание критиков за сценарий и актёрские работы. Со временем его репутация значительно возросла: сегодня многие исследователи считают ленту шедевром и одним из лучших фильмов 1960-х годов. Название фильма также дало имя панк-группе Misfits, основанной в 1977 году.

## Сюжет
В Рино, штат Невада, 30-летняя Розлин Тэйбер оформляет развод по ускоренной процедуре — для этого ей достаточно было прожить в Неваде шесть недель. После суда хозяйка пансиона Изабель приглашает её выпить в бар. Там они знакомятся с стареющим ковбоем Гайлордом «Гаем» Лэнглендом и его лучшим другом, водителем эвакуатора Гвидо. Во время разговора Гвидо рассказывает о своём незавершённом доме за городом, который он когда-то строил для покойной жены. Позже вся компания отправляется туда. Вечер проходит за танцами и выпивкой, и, когда Розлин перебирает с алкоголем, Гай отвозит её домой в Рино.
Со временем Розлин и Гай переселяются в недостроенный дом Гвидо и понемногу приводят его в порядок. Однажды Гай признаётся, что давно не видел своих детей и сожалеет, что не был для них лучшим отцом. Позже он замечает, что кролики объели посадки салата. Мужчина хочет пристрелить их из ружья, но Розлин резко возражает.
Гвидо и Изабель приезжают в гости, и Гвидо предлагает поймать диких мустангов, чтобы продать их. Для этого нужен ещё один человек, и друзья отправляются на родео в Дейтон, чтобы найти помощника. Там они случайно сталкиваются с Пирсом Хоулендом — другом Гая, который собирается участвовать в соревнованиях. У него нет денег на вступительный взнос, и Гай предлагает оплатить его, если Гвидо поможет им поймать мустангов на следующий день. Гвидо, Пирс, Розлин и Гай идут в бар, где едва не начинается драка: один из пьяных посетителей шлёпает Розлин по ягодицам.
На родео Гвидо рассказывает Розлин, что лошадей заставляют брыкаться с помощью специального ремня, вызывающего у них дискомфорт. Её это огорчает. Пирса сбрасывает лошадь, и Розлин умоляет его пойти в больницу, но он настаивает, что должен оседлать быка, ведь уже записался и заплатил за участие. Он выходит на арену и вновь падает, на этот раз во время родео на быке, получая травму головы.

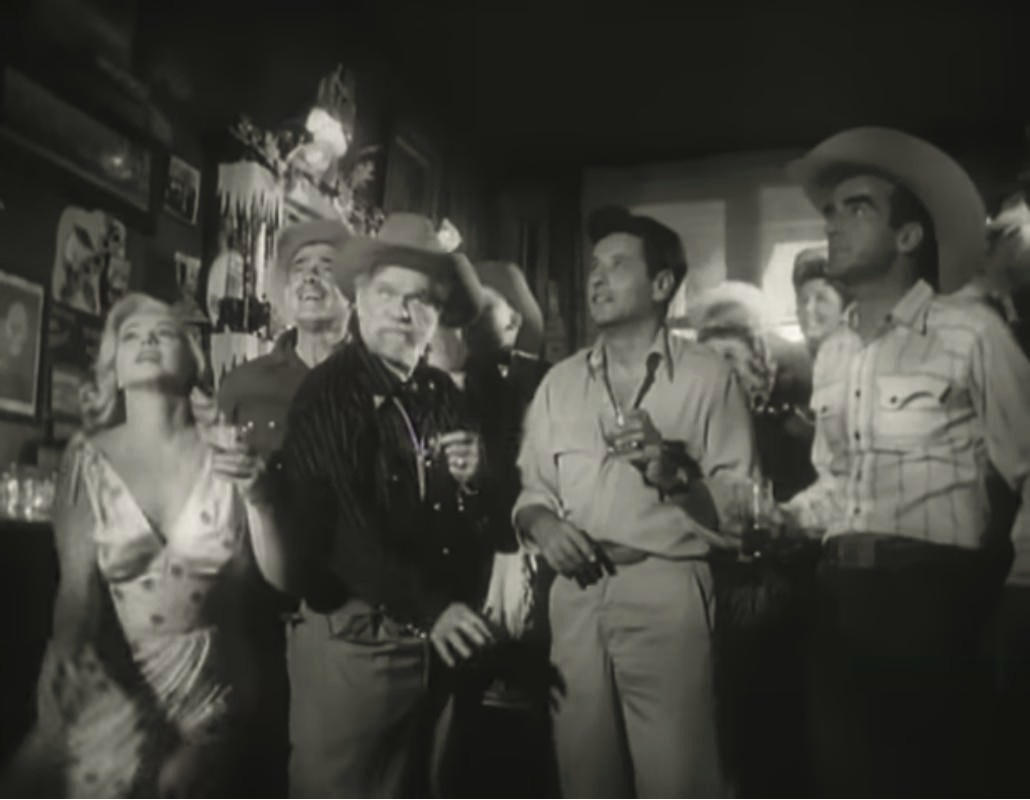
Мэрилин Монро, Кларк Гейбл, Рекс Белл, Илай Уоллак, и Монтгомери Клифт в фильме «Неприкаянные» (1961)

Позже он теряет сознание в одном из переулков Дейтона. Очнувшись, Пирс видит, что Розлин плачет над ним. Он говорит, что никто никогда не плакал из-за него, и признаётся, что всю жизнь мечтал о друге, с которым можно было бы поговорить. Он также рассказывает, что после смерти отца мать передала семейное ранчо своему новому мужу, хотя отец хотел оставить его Пирсу.
Пьяный Гай забирает Розлин с собой, уверяя, что хочет познакомить её со своими детьми, которых якобы случайно встретил. Когда выясняется, что они уже уехали, Гай устраивает сцену прямо на улице. На обратном пути пьяный Гвидо спрашивает Розлин, не ушла ли она от Гая, и говорит, что мог бы занять его место. Вернувшись в дом, Гвидо пытается достроить террасу, которую когда-то начал. Позже Гай спрашивает Розлин, захотела бы она когда-нибудь родить от него ребёнка. Она уходит от ответа.
На следующий день Гай, Гвидо и Пирс отправляются ловить мустангов, а Розлин неохотно присоединяется к ним. Она  огорчается, когда узнаёт, что лошадей забивают на корм собакам. Гай говорит, что ради неё сделал то, чего не делал ни для одной другой женщины: превратил пустой дом в настоящий очаг и разбил сад. Мужчины ловят жеребца и четырёх кобыл. Розлин умоляет Гая отпустить их.
Гвидо говорит, что может освободить их, если Розлин бросит Гая ради него. Пирс спрашивает, хочет ли она, чтобы он их выпустил, но она отказывается, понимая, что это приведёт лишь к очередной драке. Но Пирс всё равно отпускает жеребца. Гай бросается за ним, загоняет и усмиряет, но затем неожиданно отпускает, сказав, что просто не хотел, чтобы кто-то решал за него.
Когда они уезжают в грузовике Гая, Розлин говорит ему, что уедет завтра. Он останавливает грузовик, чтобы подобрать свою собаку, и наблюдает, как Розлин радостно освобождает его. Они осознают, что всё ещё любят друг друга, и скрываются в ночи.

## В ролях
- Кларк Гейбл — Гай Лэнгленд
- Мэрилин Монро — Розлин Тэйбер
- Монтгомери Клифт — Пирс Хоуленд
- Телма Риттер — Изабель Стирс
- Илай Уоллак — Гвидо
- Кевин Маккарти — Рэймонд Тэйбер
- Джеймс Бартон — старик с внуком
- Эстель Винвуд — женщина, собирающая пожертвования

## Производство

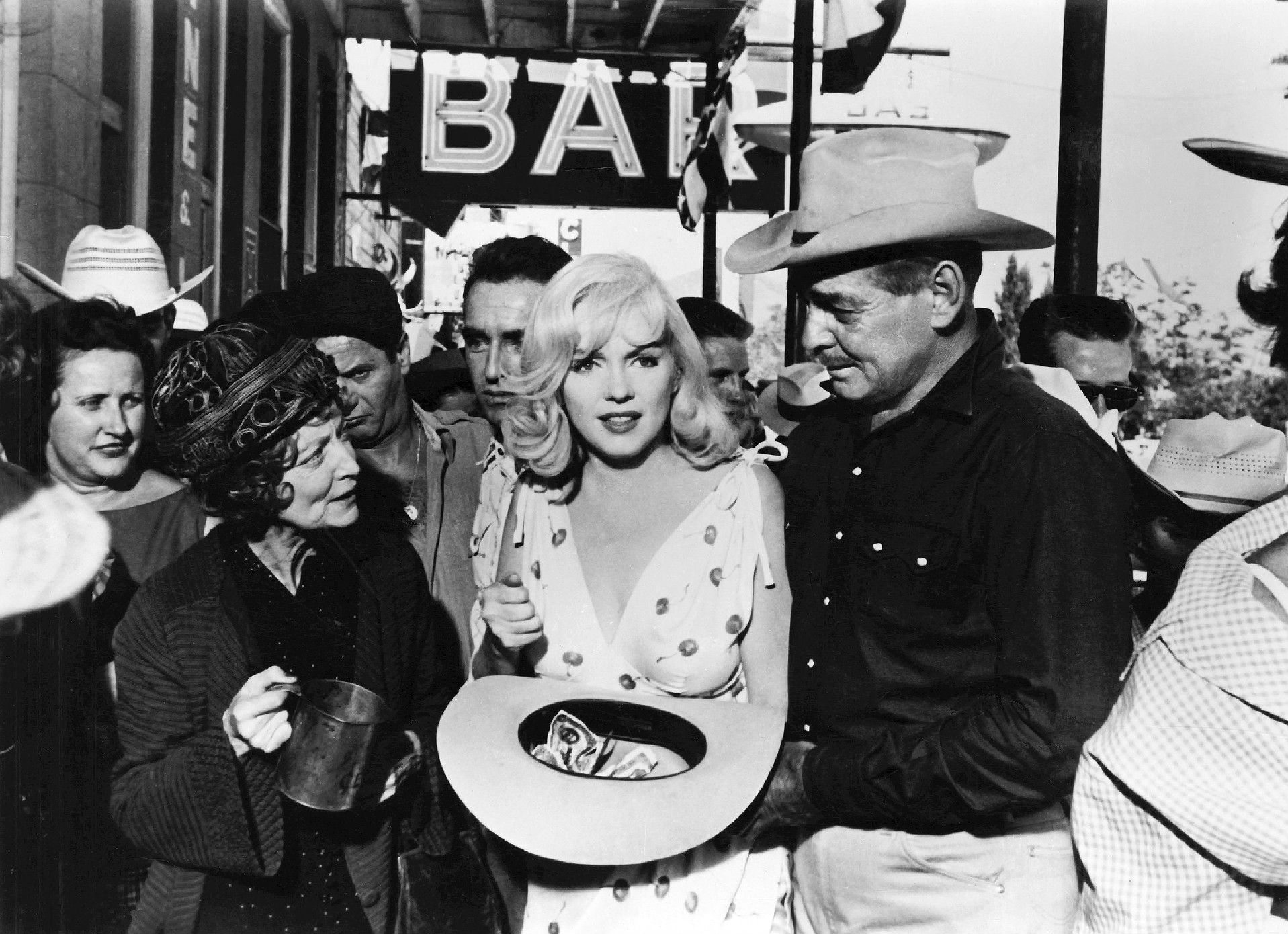
Эстель Винвуд, Мэрилин Монро и Кларк Гейбл в фильме «Неприкаянные» (1961)

Создание фильма было проблематичным по нескольким причинам, не последней из которых была жара в северной пустыне Невады, иногда достигавшая 100 °F (38 °C), и распад пятилетнего брака Монро с драматургом Артуром Миллером. Миллер переписывал сценарий по мере развития съёмок фильма, что очень не нравилось Мэрилин.
В связи с затяжной депрессией и проблемами в личной жизни, Мэрилин Монро слишком много пила и постоянно принимала наркотики. В интервью 1981 года режиссёр Джон Хьюстон рассказал, что был «абсолютно уверен, что она обречена», к такому выводу он пришел во время работы над фильмом: «Почти каждый день передо мной были доказательства этого. Она была неспособна спасти себя или быть спасённой кем-либо еще. И это иногда сказывалось на ее работе. Нам пришлось остановить съёмки, пока она лежала в больнице две недели из-за очередной передозировки». Съёмки вновь были остановлены в августе 1960 года, когда у Мэрилин случилась передозировка наркотиков и она легла в больницу для проведения детоксикации и лечения депрессии.
Монро почти всегда опаздывала на съёмочную площадку на час, а иногда вообще не появлялась. Она проводила ночи напролёт, разучивая переписанные строки в сценарии со своим преподавателем актёрского мастерства Полой Страсберг. Доверенное лицо и массажист Монро, Ральф Робертс, был выбран на роль санитара скорой помощи в сцене родео. Другие актёры и Хьюстон не отчитывали актрису за ее бесконечные опоздания — они знали, что она нужна им, чтобы закончить фильм. Во время съёмок Гейбл часто повторял слова директора фильма, который как-то с сарказмом сказал: «Давным-давно, если актёр опаздывал, то его увольняли».

## Наследие
Через два дня после окончания съёмок у Кларка Гейбла случился сердечный приступ. Он умер спустя десять дней, 16 ноября 1960 года. Мэрилин Монро,  Монтгомери Клифт и Артур Миллер присутствовали на премьере фильма в Нью-Йорке в феврале 1961 года. Позже Монро сказала, что ненавидит этот фильм, в особенности свою роль в нём. Через полтора года она умерла от передозировки наркотиков. «Неприкаянные» был последним фильмом в карьерах Монро и Гейбла, кумира её детства. В своём последнем интервью актриса призналась, что всегда представляла его своим отцом, поскольку настоящего не знала. Монтгомери Клифт умер спустя 5 лет от передозировки наркотиков.

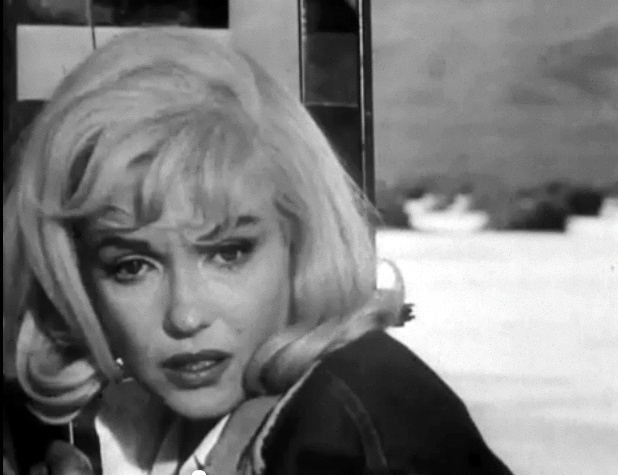
Монро в фильме «Неприкаянные» (1961)

Документальный фильм «Легенда о Мэрилин Монро» (1966) включает в себя кадры со съёмок фильма. В автобиографии Миллера «Наплывы времени» (1987) также описывается процесс создания фильма. Документальный фильм канала PBS 2001 года «Making The Misfits» также рассказывает о съёмках фильма. Первоисточники, такие как «Создание неприкаянных» Джеймса Гуда, «Беседы с Мэрилин» В. Дж. Уэзерби и записи Миллера, особенно его утверждение о том, что сценарий фильма был «валентинкой» для Монро, вдохновили Алекс Финлейсон на документальную драму с таким же названием.
Последняя пьеса Артура Миллера под названием «Завершение картины» (2004), хотя и вымышленная, но была основана на событиях, связанных с созданием «Неприкаянных».

### Вырезанная сцена
В августе 2018 года была обнаружена вырезанная сцена из фильма, которая ранее считалась утерянной. В ней обнажённая Мэрилин Монро занимается любовью с персонажем Кларка Гейбла.

## Восприятие

### Кассовые сборы
Во время выхода фильм не оправдал ожиданий и стал масштабным кассовым провалом. Хотя он был снят в чёрно-белом цвете, бюджет составил внушительные для такого формата 4 миллиона долларов, тогда как доход от фильма принёс только 4 100 000 долларов, едва покрыв свои производственные затраты.

#### Отзывы критиков
Игра всего актёрского состава была высоко оценена современными кинокритиками. Они, как и сам Кларк Гейбл, считают его выступление лучшим за всю карьеру. Мэрилин Монро в свою очередь была удостоена премии «Золотой глобус» как «Любимая всемирная кинозвезда» в марте 1962 года, за пять месяцев до своей смерти. Джон Хьюстон был номинирован на премию Гильдии режиссёров Америки за лучшую режиссуру художественного фильма. В 2005 году лента претендовала на место в списке 100 лучших американских фильмов за 100 лет по версии AFI.
На сайте-агрегаторе Rotten Tomatoes фильм имеет рейтинг одобрения 97% на основе 31 рецензии критиков со средней оценкой 8.1/10. С течением времени фильм был признан культовой классикой. Согласно авторитетному изданию The Guardian, «Неприкаянные» является одним из тех фильмов, которые «ознаменовали собой поворотный момент в кино, повлиявший на режиссёров, актёров и зрителей».

## Награды и номинации
- 1962 — номинация на Премию Гильдии режиссёров Америки за лучшую режиссуру — Художественный фильм (Джон Хьюстон)